# Línea Sur (La Plata)
La línea 502, más conocida como Línea Sur es una línea de colectivos urbana del Partido de La Plata. Une Los Hornos y el cementerio municipal con la ciudad de La Plata.
La línea es operada por la empresa Unión Platense S.R.L., que opera también las líneas Norte, 214, 273, 290, 411, 418 y 520.

## Recorrido
Ramales:
- 10 Los Hornos - Plaza Rocha - Estación de ferrocarril
- 19 Puente de Fierro - Cementerio municipal - Plaza Moreno - Estación de ferrocarril - 122 y 32
- 21 Cementerio municipal - Altos de San Lorenzo - Plaza Moreno - Estación de ferrocarril - 122 y 32